# Баранцевич, Евгений Маврикиевич
Евгений Маврикиевич Баранцевич (ум. 10 января 1917, Томск) — судебный следователь, общественный деятель, писатель, инициатор создания в Российской империи обществ «Патронат».

## Биография
На 4 октября 1893 года был гласным Верейского уездного земского собрания. Работал судебным следователем в Томске. Работая следователем в Томске, провёл ряд важнейших уголовных дел, имевших общероссийский резонанс. Выйдя в отставку, возглавил местное общество «Патронат», покровительствовавшее лицам, освободившимся из мест заключения. Отказался от получения заслуженной пенсии и жил очень бедно. Известен, как автор многих капитальных произведений. Готовил книгу «Записки судебного следователя», где намеревался оставить как свои воспоминания и составить биографии судебных деятелей столицы и Сибири, так и материалы судебного следствия. Частично эта книга была сдана в набор, но революция помешала ей выйти в свет.

## Публикации
- Баранцевич Е. М. В день 50-летнего юбилея Московской 2-й гимназии. [Стихи] 1835 14/IX 1885 — ценз. 1885.
- Баранцевич Е. М. Заявление гласного Евгения Маврикиевича Баранцевича в Верейское уездное земское собрание 1893 г. 4 октября [о выдаче ссуд под зерно и по ряду др. вопросов]. — 1893.
- Баранцевич Е. М. Об учреждении страхования от огня дворянских имуществ и к вопросу об участии в банковых земельных оборотах и в земстве. — 1893.
- Баранцевич Е. М. Остров Крит и события на нём. Ист.-геогр. и этногр. очерк. — 1897.
- Баранцевич Е. М. Состояние и развитие пчеловодства в Сибири. — 1897.
- Баранцевич Е. М. Антропологические инструменты. А. Антропометрия. Б. Краниометрия. — 1898.
- Баранцевич Е. М. Ведение пчёл на Руси. (Обзор ист. данных). [Чит. в заседании Пчелов. отд. Имп. Рус. общества акклиматизации животных и растений в Москве 23 янв. 1897 г.] — 1898.
- Баранцевич Е. М. Конокрадство и меры противу него в России. Судебно-бытовой и стат. очерк. Прил.: Статистика конокрадства в России. — 1898.
- Баранцевич Е. М. Поэзия пчеловодства. (Религиоз. нар. и миф. сказания). [Чит. 27 июля 1897 г. на Образцовой пасеке в Измайл. зверинце Имп. Рус. общества акклиматизации животных и растений в Москве]. — 1898.
- Баранцевич Е. М. Судебно-врачебная экспертиза в России. (Закон и практика). Судеб.-врачеб. и бытовой очерк. — 1898.
- Баранцевич Е. М. Чума, появление и распространение её у человека. (Ист.-мед. очерк). — 1898.
- Раш Г. Производство винно-каменной кислоты. — 1898.
- Гамет А. Л. Об усыплении пчёл и средствах для сего употребляемых, их преимущества и недостатки. (Пер. с фр. соч. знаменит. Г. Гамета, б. проф. пчеловодства в Люксембурге). — [1899?].
- Баранцевич Е. М. Фёдор Помпеевич Ивков. (Некролог с портр.). — 1901.
- Баранцевич Е. М. Идеи и принципы судебного деятеля. Памяти Ф. П. Ивкова. Этюды из обл. судеб. этики. — 1901.
- Баранцевич Е. М. Права и обязанности пчеловодов. (Обычай, практика и закон). Доложено: Съезду отечеств. пчеловодов в г. С.-Петербурге 8 нояб. 1901 г. и Отд. пчеловодства Имп. Рус. общества акклиматизации животных и растений в г. Москве 14 нояб. 1901 г. — 1902.
- Кормильцев М. Н. Пчеловодство. (Материальная сторона и поэзия пчеловодства). — 1909.
- Баранцевич Е. М. Первый в России капитал имени присяжных заседателей. — 1910.
- Баранцевич Е. М. Необходимость и возможность повсеместного учреждения обществ «Патронат» в России. (Очерк распространения «Патронатов» в Томской губернии с описанием значения и цели «Патронатов»). — 1912.
- Баранцевич Е. М. Памятник в истории суда присяжных заседателей в Сибири. (Первый в России капитал имени присяж. заседателей). — 1912.
- Баранцевич Е. М. Укоренение пасек, расположенных на казённых и общественных землях Томской губернии. — 1912.
- Баранцевич Е. М. Учреждение школ при обществах Патронат в России. — 1912.
- Баранцевич Е. М. Женщина в патронате. — 1913.
- Баранцевич Е. М. Кому ближе общество Патронат в России. Совместимость в одном лице исполнения обязанностей мирового судьи, председателя особого совещ. и организатора Патроната. — 1913.
- Баранцевич Е. М. Обзор исторических сведений по ведению пчёл на Руси. [Чит. при открытии Курсов по пчеловодству при Том. о-ве пчеловодства 10-го марта 1913 г.] — 1913.
- Баранцевич Е. М. По поводу возникновения в г. Томске приюта нищих детей. — [1913].
- Баранцевич Е. М. Страничка благотворительной деятельности. (Из жизни Томского патроната). — 1913.
- Баранцевич Е. М. Как вести пасеку в неблагоприятные годы по медосбору. По наблюдениям иностр. и рус. пчеловодов. — 1914.
- Баранцевич Е. М. Патронат в жизни России. (Средства борьбы с преступностью). Реформирование и реклассирование преступника при содействии свободных обществ. сил. (По наблюдениям и исслед. судеб. следователя). — 1914.
- Баранцевич Е. М. По поводу пятидесятилетия учреждения судебных уставов императора Александра II. (20 нояб. 1864—1914 гг.) — 1914.
- Баранцевич Е. М. Значение общества Патронат во время войны и народных бедствий. — 1915.
- Баранцевич Е. М. Значение приюта нищих детей в народной жизни. — 1915.
- Баранцевич Е. М. Неравномерная борьба обывателя с управлениями железных дорог. — 1915.
- Баранцевич Е. М. Отношение поляков к войне. Сост. по провер. сведениям и пережитым чувствам. — 1915.
- Баранцевич Е. М. Отношение поляков к войне. Сост. по провер. сведениям и пережитым чувствам. — 1915.
- Баранцевич Е. М. Памяти Константина Алексеевича Орлова. (По случаю годовщины смерти его). — 1915.
- Баранцевич Е. М. Способы оправдания просрочек железными дорогами. Ведомости о сложении ответственности за просрочку в доставлении грузов в связи с телеграммами Упр. ж. д., как средства оправдания просрочек. — 1915.
- Баранцевич Е. М. Вера. Стихотворение сказано автором 17 мая в г. Томске на обеде, данном прихожанами католиками Том. костёла в честь римско-катол. еп.-суффрагана Иоанна Цепляк. — [1909].
- Баранцевич Е. М. На смерть Николая Валериановича Муравьёва († 1-го дек. 1908 г.). Стихотворение Ев. М. Баранцевича. — [1909].
- Баранцевич Е. М. Значение и цель общества Патронат. — 1911.
- Баранцевич Е. М. На страх врагам. Боевой марш (перед выходом на войну). — 1914.
- Баранцевич Е. М. На страх врагам. Боевой марш (перед выходом на войну). — [1914].
- Баранцевич Е. М. На страх врагам. Боевой марш Второй Отечественной войны. — [1915].
- Баранцевич Е. М. Памяти в бозе почившего императора Александра II. По поводу 50-летия изд. Судебных уставов 20 ноября 1864—1914 гг. Стихотворение. — 1914.
- Баранцевич Е. М. Устройство общежитий для семей нижних чинов, призванных на войну. По губ. и уезд. отд. губерний и областей Европ. России, Сибири и Кавказа. — 1914.
- Баранцевич Е. М. Открытое письмо лицам сочувствующим проведению в тюремную жизнь просветительных сведений. — [1915].